# Francisca Romanakerk
De Francisca Romanakerk is een 19e-eeuwse rooms-katholieke kerk in De Cocksdorp op Texel behorende tot het bisdom Haarlem-Amsterdam.

## Geschiedenis
Rond 1835 werd Eierland aangelegd en telde de RK-kerkgemeenschap in De Cocksdorp en in de polder 70 leden. In 1835 gaf de regering toestemming om een kerk te bouwen en gaf een subsidie van 4000 gulden. Dit was niet voldoende voor nieuwbouw en de gemeenschap besloot 'de smederij' aan de Kikkerstraat 75-77 in 1841 om te bouwen tot kerk en pastorie. In 1872 was deze kerk te klein geworden en men besloot tot de bouw van een nieuwe kerk.
De architect van de nieuwe kerk was G. Bijvoets uit Amsterdam. Op 26 oktober 1875 werd de aanbesteding gegund aan aannemer Leendert van der Ploeg Johzn. uit Zierikzee voor 20.980 gulden. Eind maart 1876 startte de bouw. De bouwpastoor was Joannes Antonius Scholte. De eerste steen werd gelegd op 18 juli 1876 door deken A.G. Schweitzer die vervolgens op 7 augustus 1877 de kerk inzegende. De kerk werd gewijd aan Francisca Romana, een keuze gebaseerd op de naam van de vrouw van Nicolas Joseph de Cock, een van de initiefnemers van de inpoldering van Eierland; zij heette Francisca Theresia Isabella.
Tijdens de opstand van de Georgiërs werd de kerk, net als de pastorie, op 8 april 1945 zwaar beschadigd; de herstelkosten bedroegen 46.249 gulden.
De parochie van De Cocksdorp werd op 22 maart 2002 samengevoegd met die van Den Burg en Oudeschild tot de nieuwe R.-K. Parochie Texel.

## Bouw
De lengteas van het kerkgebouw ligt noordwest-zuidoost waarmee de kerk niet is georiënteerd. Het is een zaalkerk met een toren aan de zuidoostelijke zijde. De absis aan de noordwestelijke zijde heeft drie glas-in-loodramen met voorstellingen van Sint Francisca en Maria. Aan weerszijden van het schip bevinden zich elk drie glas-in-loodramen met bijbelse voorstellingen waaronder de annunciatie, de geboorte van Jezus, Jezus geeft les in de tempel, de kroning van Maria tot koningin van de hemel. Boven de ingang tot het schip bevindt zich een glas-in-loodraam voorstellende St. Joannes met de tekst "Ter nagedachtenis aan de stichter dezer kerk - den zeer eerw heer J A Scholte - van dankbare parochianen".

## Rijksmonument
De Francisca Romanuskerk is zelf geen rijksmonument, maar enig inventaris is dat wel. In 1976 werden de gesneden communiebank uit circa 1700 en het eenklaviers orgel uit 1761, vervaardigd door de Leidse orgelmaker Pieter van Assendelft, ingeschreven als rijksmonument in het monumentenregister. Het orgel werd in 2012-2013 gerestaureerd. Het orgel was oorspronkelijk gebouwd voor de Kaagerkerk, een rooms-katholieke schuilkerk in Obdam. Na 1891-1892 werd het verkocht aan de parochie in De Cocksdorp.

### Orgel: dispositie
Manuaal:
- Prestant 8′ (discant)
- Holpijp 8′
- Prestant 4′
- Fluit 4′
- Octaaf 2′
- Mixtuur II-III sterk (gedeeld) – 2013

## Afbeeldingen

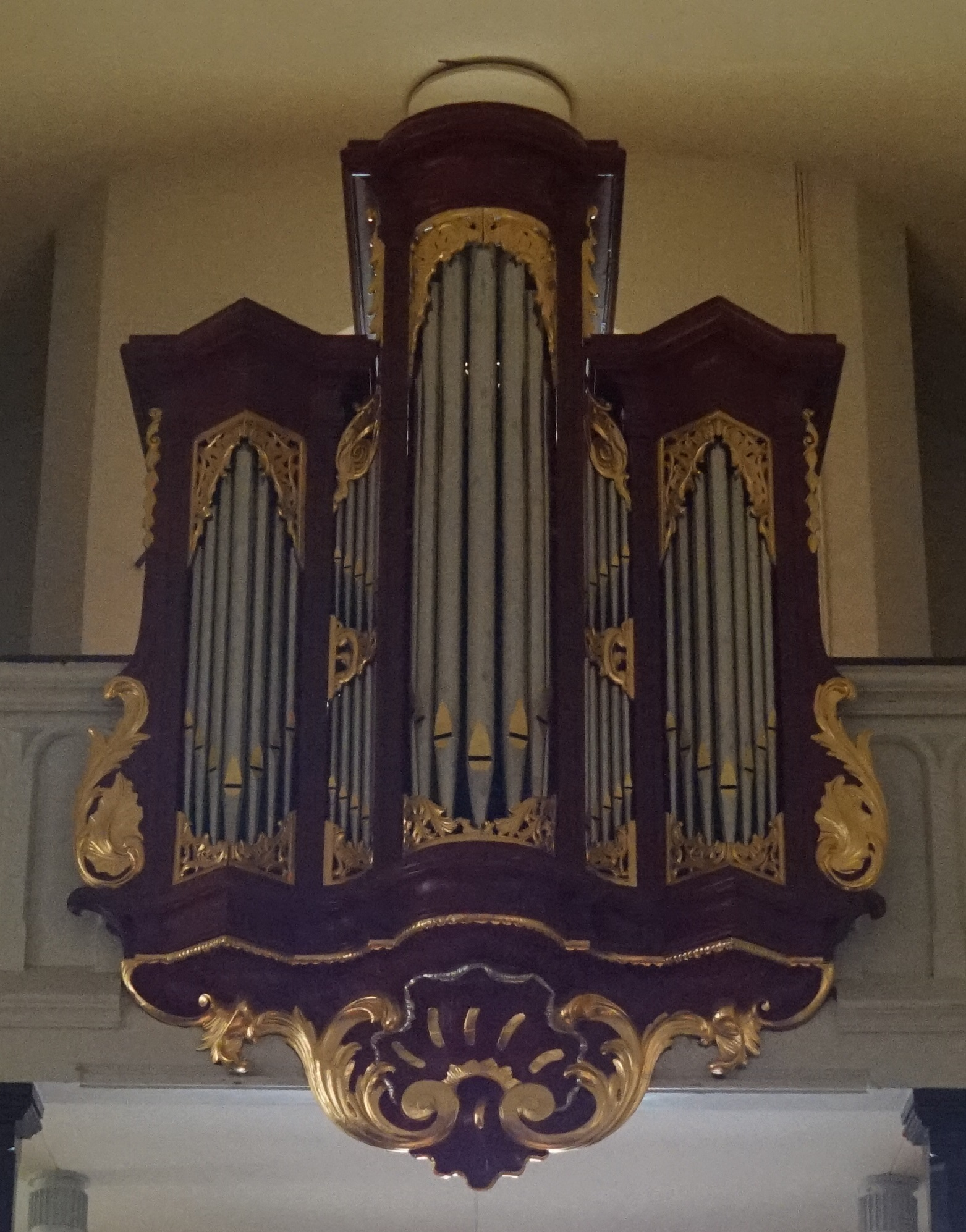
Het orgel uit 1761 is deel van het rijksmonument.
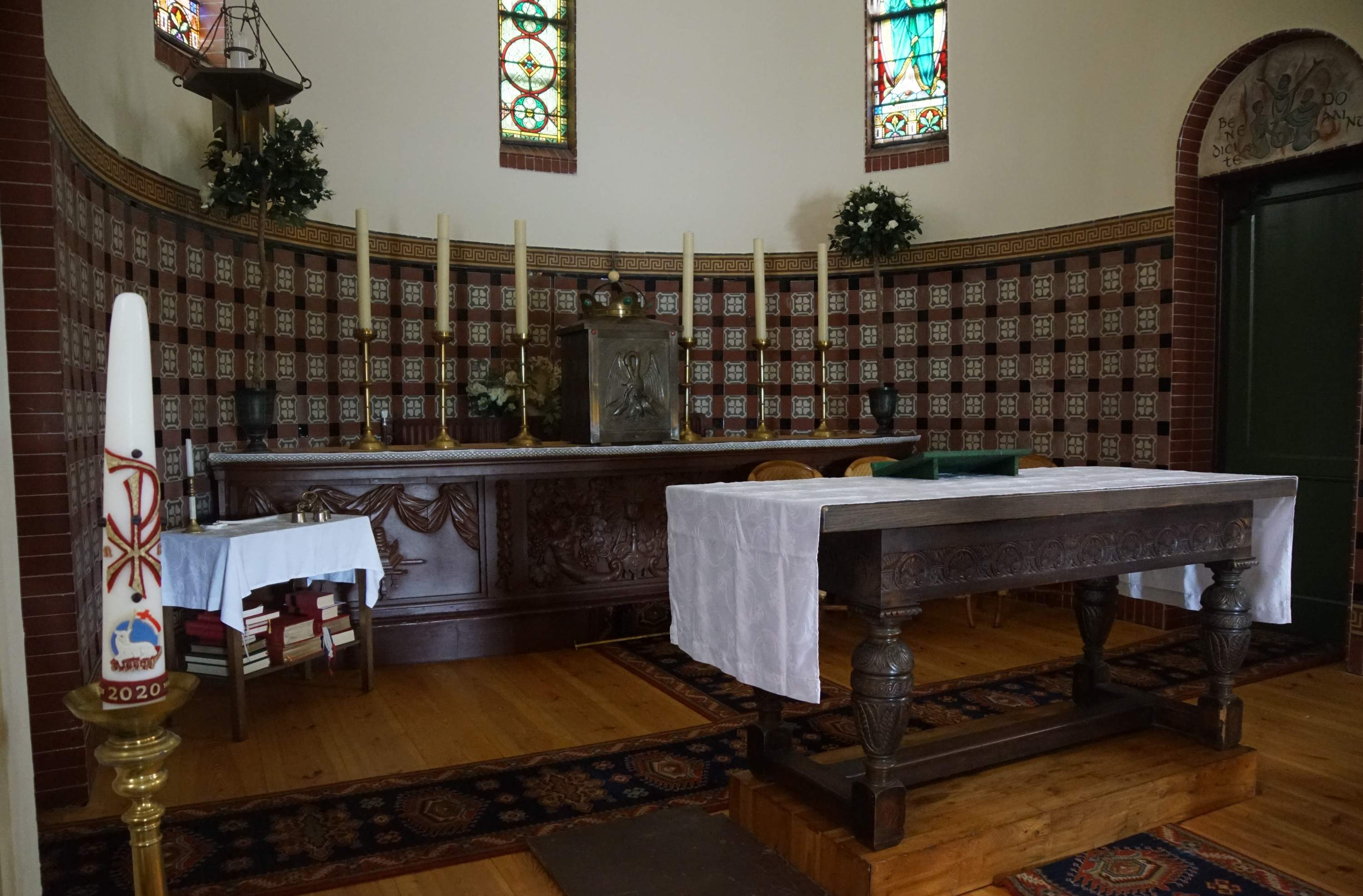
De communiebank uit circa 1700 maakt deel uit van het rijksmonument (achter het altaar).
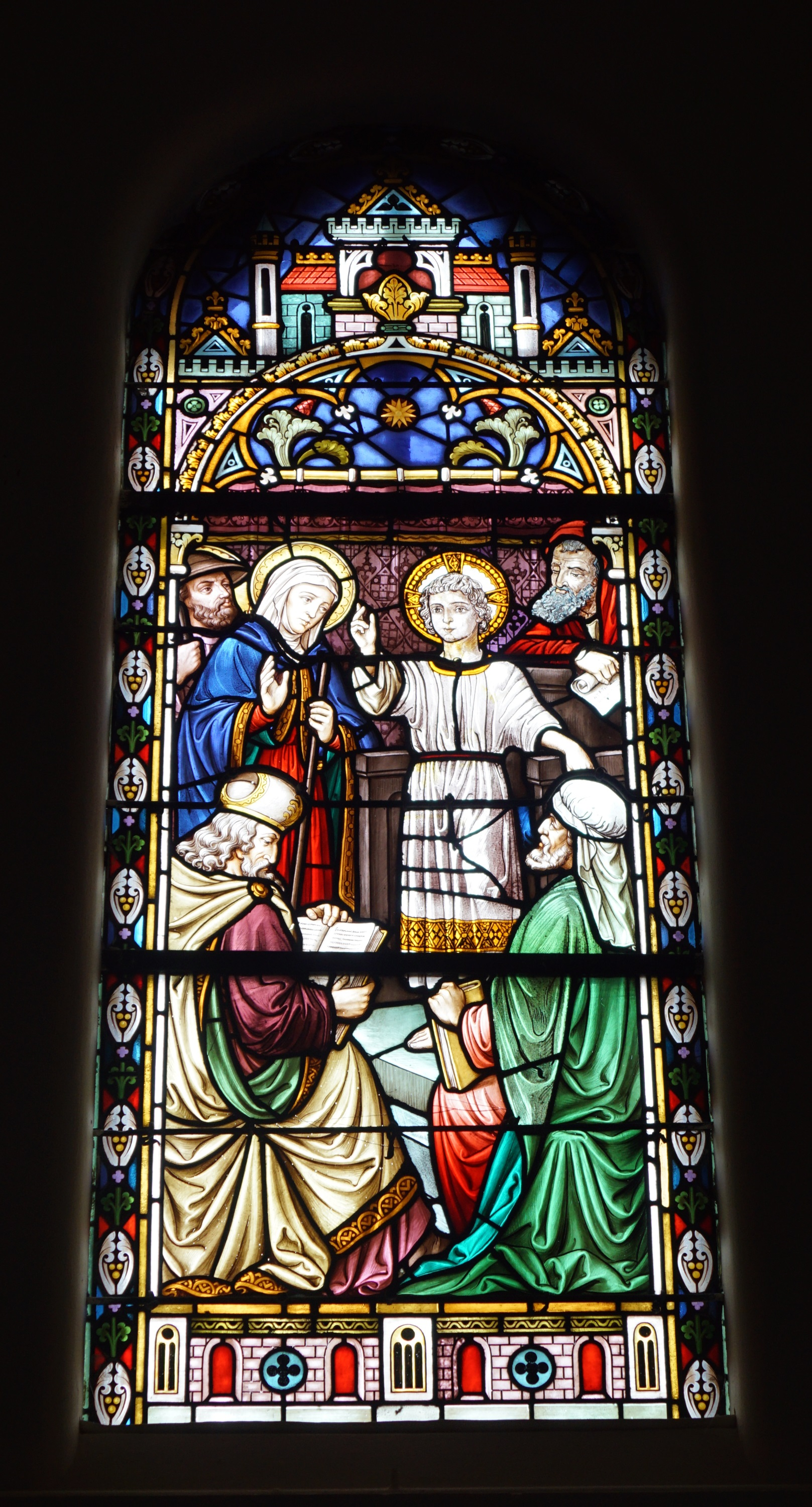
Glas-in-loodraam voorstellende Jezus lesgevend in de tempel.